# 沖浦漁港 (広島県)
沖浦漁港（おきうらぎょこう）は、広島県豊田郡大崎上島町の沖浦と明石（大崎上島の南部）にある漁港。管理者は広島県。

## 概要
- 沖浦桟橋

「沖浦桟橋」地図
- 明石桟橋

「明石桟橋」地図

## 航路
- しまなみ海運

高速船
- 竹原港 - めばる - 一貫目 - 天満 - 沖浦 - 明石 - 大長（大崎下島）

※ 御手洗港 寄港便もある。「めばる」から「明石」までが「大崎上島」
2009年3月末まで山陽商船が運航していた航路を2009年4月から引き継いだ
フェリー
- 明石 - 小長（大崎下島）

2009年10月末まで山陽商船が運航していた航路を2009年11月1日から引き継いだ。
2022年12月に2023年5月末での廃止届を提出していたが、2023年3月に廃止撤回の方針が示された。